# Pokolj policajaca u Žutoj Lokvi 24. kolovoza 1991.
Pokolj policajaca u Žutoj Lokvi (Ličko-senjska županija) je bio događaj kada su se 24. kolovoza 1991. pet hrvatskih policajaca našlo u četničkoj zasjedi kod Žute Lokve nedaleko od Brinja, u istoimenoj općini.

## Tijek događaja
Dana 24. kolovoza 1991. je petero hrvatskih policajaca iz odjela Policijske postaje Brinje bilo na stalnom punktu – na križanju kod Žute Lokve gdje su redovno obnašali dužnost. Tada su ih srpski odmetnici napali s leđa i rafalnom paljbom usmrtili i kasnije masakrirali četiri pripadnika MUP-a, dok je jedan policajac ranjen uspio pobjeći prema Senju.

## Kasniji događaji
Napad je bio uvodom u događaje koji su uslijedili. Sutradan i preksutradan, 25. i 26. kolovoza su uslijedili žestoki velikosrpski napadi (četnici i JNA) na Otočac i Gacku dolinu. U ta dva dana su velikosrbi su s položaja u Podumu pogodili Gacku dolinu, s oko 1000 minobacačkih projektila. Najviše su pogodili gradić Otočac.

## Pravosudne mjere
Državnom odvjetništvu su 1991. i 1992. godine podnesene prijave za pogibiju četvorice hrvatskih redarstvenika ali do dana nitko nije odgovarao.

## Sjećanje na žrtve
U spomen na pale žrtve, sagrađena je kapelica u blizini pokolja. 
Imena poginulih branitelja:
- Vinko Krznarić *1958. - † 24. kolovoza 1991.
- Drago Toljan *1963. - † 24. kolovoza 1991.
- Milan Vranić *1968. - † 24. kolovoza 1991.
- Zdravko Vuković *1958. - † 24. kolovoza 1991.
- Darko Murat 1962. (preživio pokolj)

## Vanjske poveznice
- HIC  Arhivirana inačica izvorne stranice od 14. veljače 2008. (Wayback Machine) Osumnjičeni za ratne zločine u Lici i sjevernoj Dalmaciji
- LikaWorld.net  Arhivirana inačica izvorne stranice od 4. ožujka 2016. (Wayback Machine) Sjećanje na Žutu Lokvu 24.08.1991.
- [neaktivna poveznica] Forum, ali sadrži skenirane stranice iz novina
- Domovinski rat On Line![neaktivna poveznica] Zaboravljene hrvatske žrtve
- Domovinski rat On Line!  Arhivirana inačica izvorne stranice od 5. rujna 2009. (Wayback Machine) Žuta Lokva
- Domovinski rat On Line!  Arhivirana inačica izvorne stranice od 28. kolovoza 2008. (Wayback Machine) Sjećanje na pokolj u Žutoj Lokvi
- Domovinski rat On Line!  Arhivirana inačica izvorne stranice od 28. kolovoza 2008. (Wayback Machine) Žuta Lokva Spomenik policajcima